# Караомерички езера
Караомеричките (Караомеришките) езера са група от четири ледникови езера, разположени в Канарския дял на Средна Рила на височина от 2412 до 2325 метра.
- Първото Караомеричко езеро е разположено на 2412 метра н.в. в източното подножие на връх Мермера. Най-голямото по площ езеро в групата – 37.2 дка. Известно е още като Синьото езеро.

- Второто Караомеричко езеро е разположено на 2410 метра н.в., на 750 метра югоизточно от връх Мермера. Има площ 2.8 дка. Няма видим отток.

- Третото Караомеричко езеро е разположено на 2402 метра н.в., на 675 метра югоизточно от връх Мермера. Има площ 2.2 дка. Оттича се на запад и заедно с водите на Синото езеро се влива в по-ниското Четвърто Караомеричко езеро.

- Четвъртото Караомеричко езеро е разположено на 2325 метра н.в., на 475 метра югоизточно от връх Мермера. Има площ 2.0 дка. Оттича се на югозапад, като оттокът в началото е под скалите, а след 250 метра се появява на повърхността.[1]

Езерата дават началото на Караомеричката река – начален приток на Илийна река.